# Rio Grande de Buba
El Rio Grande de Buba, també anomenat Rio Buba i Rio Grande és un estuari d'Àfrica Occidental que abasta íntegrament Guinea Bissau i que desemboca a l'oceà Atlàntic. Té una longitud de 54 km i té 4 km d'ample a la desembocadura. És un entorn únic a l'Àfrica occidental, que no té un altre exemple d'un braç de mar que s'estén tan lluny cap a l'interior, amb una profunditat aigües avall del voltant de 30 metres, i la seva fauna és molt rica i variada.
El riu Grande era força important comercialment a finals del segle xvi, però això canvià aviat: els comerciants biafades i malinkes dels martes del riu Geba i els papels de Bissau es beneficiaren enormement de la caiguda precipitada del comerç del riu Grande de manera que els assaltants bijagos atacaren el comerç dels lançados i terroritzaren les comunitats biafada al llarg del riu.